# Political Animals
Political Animals es una miniserie de seis episodios creada por Greg Berlanti. 
Fue emitida en los Estados Unidos por USA Network entre el 15 de julio y el 19 de agosto de 2012. Sigourney Weaver interpreta a Elaine Barrish, una ex primera dama divorciada y gobernadora de Illinois. Aunque el personaje protagónico comparte ciertas similitudes con la secretaria de Estado estadounidense, Hillary Clinton, Weaver ha declarado en entrevistas que la serie es sobre familias que han habitado la Casa Blanca y el precio que han tenido que pagar por vivir allí. El 2 de noviembre de 2012, USA Network confirmó que la miniserie no tendría una segunda temporada.

## Argumento
El esposo de Elaine Barrish fue un popular presidente de los Estados Unidos durante los años 1990, a pesar de sus romances extramaritales. Después de abandonar la Casa Blanca, Elaine fue elegida gobernadora del estado de Illinois y postuló a una nominación presidencial por el Partido Demócrata, pero perdió ante Paul Garcetti. La misma noche en que Elaine concedió la nominación, le pidió el divorcio a su marido. Dos años después, ocupando el puesto de Secretaria de Estado para Garcetti, Barrish enfrenta los conflictos del Departamento de Estado mientras trata de mantener unida a su familia.

## Reparto

### Principal
- Sigourney Weaver como Elaine Barrish, la Secretaria de Estado recientemente divorciada, ex primera dama y gobernadora de Illinois, quien enfrenta a varios oponentes políticos.

- Carla Gugino como Susan Berg, una periodista que ha pasado mucho tiempo intentando debilitar a Elaine, pero eventualmente se convierte en su aliada.

- James Wolk como Douglas Hammond, el hijo de Elaine, Jefe de Personal y hermano gemelo de T.J.

- Sebastian Stan como Thomas «T.J.» Hammond, el hijo abiertamente homosexual de Elaine y hermano gemelo de Douglas.

- Brittany Ishibashi como Anne Ogami, la novia de Douglas.

- Ellen Burstyn como Margaret Barrish, la madre de Elaine y exbailarina de Las Vegas.

- Ciarán Hinds como Donald «Bud» Hammond, expresidente de los Estados Unidos, gobernador de Carolina del Norte y exesposo de Elaine.